# Липтовске Бехаровце
Липтовске Бехаровце (слч. Liptovské Beharovce) насељено је мјесто са административним статусом сеоске општине (слч. obec) у округу Липтовски Микулаш, у Жилинском крају, Словачка Република.

## Становништво
| Година:    | 1994. | 2004.    | 2014.    | 2024.    |
| ---------- | ----- | -------- | -------- | -------- |
| Број људи: | 52    | 59       | 71       | 90       |
| Разлика:   |       | +13,46 % | +20,33 % | +26,76 % |

| Година:    | 2023. | 2024.   |
| ---------- | ----- | ------- |
| Број људи: | 84    | 90      |
| Разлика:   |       | +7,14 % |

Према подацима о броју становника из 2011. године насеље је имало 64 становника.